# المكتب السياسي لحركة حماس

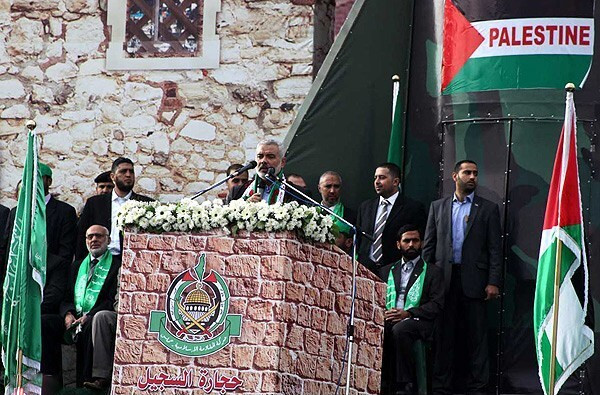
إسماعيل هنية.

المكتب السياسي لحركة حماس هو قيادة حركة حماس أو السلطة التنفيذية للحركة، وتتكون من لجنة تنفيذية من 18 عضو منهم رئيس ونائب له، ينتخبهم مجلس شورى الحركة. كان يرأسه يحيى السنوار منذ 6 أغسطس 2024 وحتى استشهاده في 16 أكتوبر 2024 بمواجهة مع قوات الاحتلال الاسرائيلي في غزة خلفًا لإسماعيل هنية بعد اغتياله في 31 يوليو 2024.

## التأسيس
أعلن الشيخ أحمد ياسين تأسيس حركة حماس بعد حادث الشاحنة الصهيونية في 6 كانون الأول 1987م، عندما اجتمع سبعة من المؤسسين وهم: أحمد ياسين، وإبراهيم اليازوري، ومحمد شمعة (ممثلو مدينة غزة)، وعبد الفتاح دخان (ممثل المنطقة الوسطى)، وعبد العزيز الرنتيسي (ممثل خان يونس)، وعيسى النشار (ممثل مدينة رفح)، وصلاح شحادة (ممثل منطقة الشمال)، ويعدون القيادة الأولى للحركة.
أسس المكتب السياسي لحركة حماس في عام 1992، وتولى قيادة الحركة تدريجياً. أنشأ المكتبَ السياسي المغتربون الفلسطينيون الذين يعيشون خارج الأراضي الفلسطينية المحتلة، ولكن مع مرور السنين زاد تمثيل ممثلي الداخل الفلسطيني، حتى وصلت حصتهم في المكتب السياسي في عام 2009 إلى حوالي 50%.[بحاجة لمصدر]
خلال تسعينيات القرن العشرين، كان للمكتب السياسي مقر في عمّان، ثم في دمشق، وابتداء من عام 2012 في الدوحة.
يضم المكتب السياسي 15-18 عضواً، ينتخبهم مجلس شورى الحركة كل أربع سنوات. ومن أعضاء المكتب سابقاً وإلى الآن:
- موسى أبو مرزوق (عضو المكتب منذ تأسيسه، وهو رئيس المكتب الأسبق).
- خالد مشعل (عضو المكتب منذ تأسيسه، وهو رئيس المكتب الأسبق، ورئيس مكتب الخارج الآن).
- عزت الرشق (عضو المكتب منذ تأسيسه).
- إبراهيم غوشة ( عضو المكتب منذ تأسيسه حتى وفاته في 2021).
- سامي خاطر (عضو المكتب منذ تأسيسه).
- محمد نزال (عضو المكتب منذ 1996).
- غازي حمد
- سعيد صيام (عضو المكتب حتى استشهاده في يناير 2009).[6]
- إسماعيل هنية (عضو المكتب منذ 2006)، وهو رئيس المكتب منذ 6 مايو 2017 حتى اغتياله في 31 يوليو 2024.
- خليل الحية (عضو المكتب منذ 2009)
- محمود الزهار (عضو المكتب منذ عام 2009 حتى استقالته في عام 2022).
- نزار عوض الله (عضو المكتب منذ 2009)
- محمد الضيف (القائد العام للجناح العسكري، وعضو المكتب حتى استشهاده في 2024).
- مروان عيسى (نائب القائد العام للجناح العسكري، وعضو المكتب حتى استشهاده في 2024).
- صالح العاروري (عضو المكتب منذ 2010)، وهو نائب رئيس المكتب منذ أكتوبر 2017 حتى اغتياله في 2 يناير 2024.[7]
- يحيى السنوار (عضو المكتب منذ 2017)، وهو رئيس المكتب منذ 6 أغسطس 2024 حتى استشهاده في 16 أكتوبر 2024.[3]
- فتحي حماد (عضو المكتب منذ 2017).
- صلاح البردويل (عضو المكتب منذ 2021 حتى استشهاده في مارس 2025).
- عماد العلمي (عضو المكتب حتى وفاته في 2018).
- زاهر جبارين (عضو المكتب منذ 2021).
- حسام بدران
- ماهر عبيد

### رؤساء المكتب
أول رئيس للحركة منذ تأسيسها عام 1987 هو الشيخ أحمد ياسين وبعد اغتياله في عام 2004 تولى الدكتور عبد العزيز الرنتيسي في 23 مارس 2004 قيادة الحركة في الداخل الفلسطيني في غزة خلفاً لأحمد ياسين، أعلن إسماعيل هنية - القيادي الآخر في حركة المقاومة الإسلامية - انتخاب الدكتور عبد العزيز الرنتيسي قائداً عاماً لحماس في غزة فيما بقي خالد مشعل يرأس المكتب السياسي لحركة حماس، وقال هنية «إن الانتخابات التي جرت داخل مؤسسات حماس في حياة الشيخ ياسين أفرزت الأخ الدكتور القائد عبد العزيز الرنتيسي نائباً للشيخ أحمد ياسين، وبهذا يقوم الرنتيسي مقام الشيخ بالنسبة للحركة ولشعبنا وأمتنا.» وبعد اغتيال الرنتيسي امتنعت الحركة عن إعلان اسم من يخلف الرنتيسي في الداخل الفلسطيني، حفاظاً عليه من الاستهداف حتى عام 2007، عندما أصبح إسماعيل هنية قائد حركة حماس في قطاع غزة. وفي 1 أبريل 2013 أعيد انتخاب خالد مشعل رئيساً للحركة ومكتبها السياسي.
وكان رؤساء المكتب السياسي بالترتيب كما يلي:
1. موسى أبو مرزوق: الرئيس الأول للمكتب (1992-1996).
2. خالد مشعل: الرئيس الثاني للمكتب (1996-2017)، وهو الآن رئيس المكتب خارج فلسطين.
3. إسماعيل هنية: رئيس المكتب منذ 6 مايو 2017 حتى اغتياله في 31 يوليو 2024.
4. يحيى السنوار رئيس المكتب منذ 6 أغسطس 2024 بعد اغتيال هنية، وحتى استشهاده في 16 أكتوبر 2024.[3]

## أعضاء المكتب السياسي حالياً
- خليل الحية (رئيس مكتب غزة)
- زاهر جبارين (رئيس مكتب الضفة / نائب رئيس المكتب السياسي)
- خالد مشعل (رئيس مكتب الخارج)
- موسى أبو مرزوق
- عزت الرشق
- سامي خاطر
- محمد نزال
- غازي حمد
- نزار عوض الله
- فتحي حماد
- حسام بدران
- ماهر عبيد[12][13]